# No Sudden Move
No Sudden Move è un film del 2021 diretto da Steven Soderbergh.
Il film, scritto da Ed Solomon, segue le vicende di un gruppo di criminali, interpretato da un cast corale che comprende Don Cheadle, Benicio del Toro, David Harbour, Ray Liotta, Jon Hamm, Brendan Fraser, Kieran Culkin, Amy Seimetz e Julia Fox.

## Trama
Nel 1954 a Detroit, Michigan, il gangster Curt Goynes, che ha bisogno di soldi per lasciare la città, viene reclutato per minacciare una famiglia come parte di uno schema di ricatto, insieme ai gangster Ronald Russo e Charley. Il reclutatore, Doug Jones, li manda a casa del contabile GM Matt Wertz, dove devono tenere in ostaggio la famiglia mentre inviano Wertz nell'ufficio in cui lavora, per recuperare un documento dalla cassaforte del suo capo, che però trova vuota. Un disperato Wertz porta documenti falsi a Jones, poi torna a casa dove Charley si prepara a giustiziare l'intera famiglia, con sorpresa di Goynes e Russo. Non volendo far parte di un massacro, Goynes spara e uccide Charley.
Jones telefona a casa di Wertz e, dopo aver scoperto che i documenti sono falsi, ordina a Goynes di uccidere Russo e la famiglia. Goynes si rende conto che lui e Russo sono stati incastrati. Prima di partire, Goynes ordina alla famiglia di dire alla polizia che Charley ha fatto irruzione nella loro casa e che Wertz ha ucciso Charley per legittima difesa. Il detective della polizia, Joe Finney, è scettico sulla storia della famiglia. Una volta che la polizia se ne va, Goynes, Russo e Wertz vanno a casa del capo di Wertz in Ohio e recuperano il vero documento, che si rivela essere un progetto per una nuova marmitta per auto. Goynes e Russo scoprono di avere una taglia sulle loro teste e fanno piani per accertare il valore del documento organizzando un incontro con Frank Capelli, il capo della mafia che ha contrattato lo schema di ricatto e con la cui moglie, Vanessa, Russo sta avendo un relazione clandestina. Goynes prende ulteriori accordi con il leader della mafia Aldrick Watkins per prendere parte all'eventuale pagamento al fine di discolparsi con Watkins, con il quale è in difficoltà perché, in un precedente colpo, è entrato in possesso di un suo importante taccuino.
Goynes e Russo hanno un incontro con Capelli. Goynes deduce che il valore del documento supera di gran lunga l'importo che ritenevano valesse. Jones arriva e punta una pistola, mostrando l'intenzione di Capelli e Jones di uccidere i gangster. Ciò si traduce in una sparatoria che uccide Doug. Frank fugge, solo per essere catturato da Goynes e Russo che estorcono il nome del suo contatto. Curt chiama il contatto, Naismith, un dirigente di Studebaker, e organizza di vendergli il documento per $ 125.000. Frank scappa, ma quando torna a casa, una malconcia Vanessa gli spara e lo uccide prima di partire con una valigia piena di soldi. Alla ricerca di una maggiore ricompensa, Goynes e Russo tornano a casa del capo di Wertz e gli fanno chiamare il suo contatto più in alto nella catena di comando. Goynes e Russo si incontrano con l'arrogante dirigente dell'industria automobilistica Mike Lowen (alias "Mr. Big") in un hotel del centro, che li paga $ 375.000 per recuperare il documento. Il documento si rivela essere un progetto per un convertitore catalitico e Mr. Big sta cercando di nascondere la sua esistenza alla conoscenza pubblica ed evitare la pressione del governo sulle case automobilistiche per attuare controlli sull'inquinamento. Mr. Big dice a Goynes e Russo che anche se stanno prendendo i suoi soldi, non importa - ne avrà sempre di più.
Dopo che Mr. Big se ne va, Goynes e Russo tentano di dividere i soldi, ma vengono interrotti da Watkins e dai suoi uomini, che hanno già recuperato i $ 125.000 da Naismith. Inizialmente sembra che Goynes e Watkins si uniscano per tradire Russo, ma Goynes viene portato via a mano armata dagli uomini di Watkins. Ronald è autorizzato a partire con i $375.000. Watkins e i suoi uomini vengono fermati fuori dall'hotel dal detective Finney e dai suoi uomini, ma corrompe il detective con $ 50.000 dei soldi di Naismith per lasciarli partire con Goynes, lasciando intendere a Finney che Goynes sarà ucciso. Russo fugge dalla città con Vanessa, ma quando lasciano la strada principale per evitare un potenziale inseguitore, lei lo uccide per tenersi i soldi. Mentre si allontana, Vanessa viene fermata da un agente di polizia, che prende i soldi e poi le permette di andarsene. Il detective Finney restituisce in privato i soldi a Mr. Big, inclusa la tangente di $ 50.000 da Watkins. Watkins porta Curt a un molo e dà a Curt $ 5.000 e gli permette di partire per Kansas City.

## Produzione
Il progetto viene annunciato nel novembre 2019, con Steven Soderbergh alla regia, Josh Brolin, Don Cheadle, Sebastian Stan e John Cena nel cast, ed il titolo iniziale Kill Switch. Nel marzo 2020 Jon Hamm e Cedric the Entertainer sono entrati nel cast, mentre Brolin è uscito dal progetto. Nel maggio seguente il cast si allarga con l'ingresso di Benicio del Toro, Ray Liotta, Amy Seimetz, Frankie Shaw e George Clooney. Nel settembre 2020 Stan, Cena e Clooney hanno lasciato il film, sono entrati nel cast David Harbour, Brendan Fraser, Kieran Culkin, Noah Jupe, Bill Duke e Julia Fox ed il titolo è stato cambiato in No Sudden Move. Nell'ottobre seguente Matt Damon viene confermato nel film in un cameo.

### Riprese
Le riprese, inizialmente fissate per il 1º aprile 2020 e rinviate per la pandemia di COVID-19, sono iniziate il 28 settembre 2020 a Detroit e si sono concluse il 12 novembre dello stesso anno.

## Promozione
Il primo teaser trailer del film è stato diffuso il 20 maggio 2021 mentre il trailer esteso il 7 giugno 2021.

## Distribuzione
Il film è stato presentato al Tribeca Film Festival il 18 giugno 2021 e distribuito a partire dal 1º luglio dello stesso anno su HBO Max. In Italia è stato trasmesso su Sky Cinema Uno il 25 ottobre 2021.

## Accoglienza

### Critica
Sull'aggregatore Rotten Tomatoes il film riceve il 92% delle recensioni professionali positive con un voto medio di 7,8 su 10 basato su 138 critiche col seguente consenso: "anche se potrebbe non essere all'altezza delle sue migliori avventure criminali, No Sudden Move trova Soderbergh su un terreno divertente e familiare – dove sfrutta al massimo un cast eccellente"; su Metacritic ottiene un punteggio di 76 su 100 basato su 38 critiche.
Giorgio Viaro di Best Movie colloca il film al ventesimo posto delle migliori pellicole del 2021.